# Phelipanche purpurea
Phelipanche purpurea är en snyltrotsväxtart. Phelipanche purpurea ingår i släktet Phelipanche och familjen snyltrotsväxter.

## Underarter
Arten delas in i följande underarter:
- P. p. ballii
- P. p. millefolii
- P. p. purpurea